# شركة كولت الصناعية
شركة كولت التصنيع (CMC, formerly Colt's Patent Firearms Manufacturing Company) هي الشركة المصنعة للأسلحة النارية الأمريكية، التي تأسست في عام 1855 من قبل صامويل كولت. هو مؤسسة خليفة للكولت في وقت سابق الأسلحة النارية تبذل جهودا هو معروف منذ 1836. كولت لأعمال الهندسة والإنتاج، والتسويق للأسلحة النارية، وبالأخص بين 1850s في والحرب العالمية الأولى، عندما كانت القوة المهيمنة في صناعتها وتأثير المؤثر في تكنولوجيا التصنيع. لعبت أقرب التصاميم كولت دورا رئيسيا في الترويج للمسدس والتحول بعيدا عن السابقة المسدسات طلقة واحدة. على الرغم من أن صمويل كولت لم يخترع مفهوم مسدس، أدت تصاميمه في أول الناجحين جدا.
المنتجات كولت الأكثر شهرة وتشمل كولت ووكر، قدمت 1847 في مرافق ايلي ويتني الابن، الجيش عمل واحدة أو صانع السلام، وكولت بايثون، ومسدس كولت M1911، الذي يشغل حاليا منصب أطولها الخدمة العسكرية وإنفاذ القانون مسدس فيالعالم، وانها لا تزال تستخدم اليوم. على الرغم من أنها لم تطويره، لفترة طويلة كان كولت أيضا المسؤول الأول عن كل AR-15 وبندقية إم 16 بندقية الإنتاج، فضلا عن العديد من مشتقات تلك الأسلحة النارية. أنجح وأشهر هذه هي العديد من البنادق M16، بما في ذلك الأسرة كولت المغوار، وكاربين M4.
في عام 2002، تم تقسيم كولت الدفاع خارج من كولت. يخدم كولت الآن فيالسوق المدنيين، بينما يقدم كولت الدفاع إنفاذ القانون، والعسكرية، وأسواق الأوراق المالية خاصة في جميع أنحاء العالم. الشركتان ظلت في نفس الغربية هارتفورد، CT موقع ولكن، حتى عبر الترخيص بضائع معينة، قبل جمع شمل في عام 2013. وبعد خسارة عقد M4 في عام 2013، وكانت كولت لفترة وجيزة في الفصل 11 الإفلاس، ابتداء من عام 2015.

## وصلات خارجية
- الموقع الرسمي